# Santé Diabète
Santé Diabète (SD) (Saúde Diabetes) é uma organização não-governamental (ONG) francesa cuja sede se localiza em Grenoble (França).
Esta ONG procura reforçar os sistemas de saúde para melhorar a prevenção e o controlo da diabetes em África. Através da sua ação, torna-se possível a melhoria da qualidade do atendimento a pessoas com diabetes, situação que permite salvar milhares de vidas, e ainda a melhoria da qualidade de vida das pessoas com diabetes a viver nos países onde actua.
A ONG Santé Diabète foi criada em 2001, sob o nome Santé Diabète Mali (Saúde Diabetes Mali), por Stéphane Besançon, atual diretor-executivo da organização..
Esta ONG foi criada a partir de trabalhos de investigação realizados no Mali sobre o fonio (cereal existente na África Ocidental) e a diabetes com o Centro Internacional de Investigação Agrícola para o Desenvolvimento (CIRAD), o que permitiu a Stéphane Besançon estar ciente do flagelo da diabetes no continente africano e especialmente da falta de acesso aos cuidados de saúde para as pessoas com diabetes e da incapacidade de ter em conta esta questão pelos intervenientes do desenvolvimento.

## Ação
A ação da ONG Santé Diabète concentra-se no fortalecimento dos sistemas de saúde para melhorar a prevenção e gestão da diabetes, através do apoio ao desenvolvimento de projetos de campo a longo prazo e da implementação de projectos de investigação ou perícia a curto prazo, em muitos países de África.
A sua intervenção é centrada numa abordagem abrangente, incluindo todas as áreas necessárias para a prevenção e cuidados de qualidade na diabetes. Esta abordagem inovadora materializa-se, na prática, pelo desenvolvimento de 6 componentes que se propõem a:
1. Investir na prevenção primária, para reduzir a progressão humana e económica da doença,[3]
2. Investir na descentralização dos cuidados para garantir a acessibilidade geográfica das populações,[4]
3. Investir na prevenção secundária e terciária – a"educação terapêutica"- para reduzir a carga de complicações devidas à diabetes,[5]
4. Investir na redução dos custos de suporte para a acessibilidade geográfica das populações,[6][7]
5. Investir numa abordagem integrada, incluindo a participação ativa dos pacientes e das suas famílias através das suas associações, na promoção dos mecanismos de auto gestão e advocacia, permitindo a defesa dos seus direitos,[8]
6. Investir na investigação - ação para desenvolver abordagens inovadoras.[9]

Esta abordagem é desenvolvida no campo com todos os parceiros institucionais. Este posicionamento - de assistência técnica para apoiar as políticas de prevenção e atenção sobre a diabetes implementadas pelos estados- garante que as intervenções desta ONG oferecem soluções de longo prazo. Paralelamente a estas intervenções de campo, a ONG Santé Diabète apoia muitos governos no desenvolvimento ou execução das suas políticas de luta contra a diabetes.
Mais recentemente, a ONG Santé Diabète também investiu em França no desenvolvimento de projetos de educação no desenvolvimento e na solidariedade internacional, mas também fornecendo a experiência adquirida no campo para fornecer novas habilitações ao sistema de saúde francês em parceria com diversos intervenientes desse sistema.

## Áreas de intervenção

### Projetos de campo
- Mali
- Burkina Faso
- Senegal
- União das Comores

### Investigação e atividades académicas
Tanzânia, Benin e Guiné.

## Organização interna
Santé Diabète tem uma equipa de trinta funcionários (2014) distribuídos em diferentes escritórios operacionais da organização: Grenoble (França), Bamako (Mali), Ouagadougou (Burkina Faso) e Dakar (Senegal).
Como uma associação francesa de tipo “lei 1901”, a equipa trabalha sob a direção de uma Mesa e de um Conselho de Administração de doze membros.
.
Este Conselho de Administração inclui pessoas de vários perfis e de diferentes nacionalidades (médicos, desenvolvimento profissional, humanitário, investigadores, profissionais de comunicação, pessoas com diabetes, académicos, estudantes, etc.) garantindo uma forte orientação da organização.
Além destes órgãos, Santé Diabète tem ainda um Conselho Científico internacional de médicos e investigadores de alto nível com diferentes especialidades:
- Medicina

- Epidemiologia
- Ciências da educação
- Sociologia
- Antropologia
- Economia da saùde
- Economia do desenvolvimento
- Políticas públicas

## Parceiros
Os resultados de campo e o pool de especialistas envolvidos fizeram gradualmente da ONG Santé Diabète uma referência a nível internacional para muitas organizações, com as quais a ONG construiu uma cooperação forte. A destacar:
- Federação Internacional de Diabetes (IDF)
- Organização Mundial da Saúde (OMS)
- Organização Oeste-Africana da Saúde (OOAS)
- Sociedade Francófona de Diabetes (SFD)

- Universidade de Montreal: Centro de Investigação sobre Transição Nutricional (TRANSNUT)
- Hospital Universitário (CHU) de Grenoble (França)
- Hospital da Reunião-França
- Universidade de Genebra (Suíça)
- Federação Francesa de Diabetes (AFD)
- Associação de Jovens Diabéticos (AJD)
- International Insulin Foundation (IIF)
- World Diabetes Foundation (WDF)

## Publicações e conferências

### Livros
- Stéphane Besançon e Kaushik Ramaiya. Diabète Afrique. Edição ONG Santé Diabète, 2010, 80 páginas.

### Publicações
- Betz Brown J, Ramaiya K, Besançon S, Rheeder P, Mapa Tassou C, Mbanya J.C, Kissimova-Skarbek K, Wangechi Njenga E, Wangui Muchemi E, Kiambuthi Wanjiru H, Schneide E. Use of Medical Services and Medicines Attributable to Diabetes in Sub-Saharan Africa, Plos One, Setembro 2014
- Besançon S, Beran D, Bouenizabila E. Accès à l'insuline dans les pays en voie de développement: une problématique complexe. Médecine des Maladies Métaboliques, Abril 2014
- Besançon S, Sidibé A, Traoré B, Amadou D, Djeugoue P, Coulon AL, Halimi S. Injecter de l’aide dans une région oubliée. Diabetes Voice,[11] Volume 59, Março 2014
- Besançon S, Sidibé A. Le diabète : un enjeu de santé publique au Mali.[12] Soins, N°781, Dézembro 2013
- Besançon S. Afrique et diabète: La fin d'un paradoxe. Diabète et Obésité,[13] Volume 8, N° 72, Outubro 2013
- Besançon S, Sidibé A.T. La société civile face à l'urgence du diabète au Mali.[14] Diabetes Voice, Volume 57, Julho 2012
- Delisle H, Besançon S, Mbanya JC, Dushimimana A, Kapur A, Leitzmann C, Makoutodé M, Stover PJ. Empowering our profession in Africa.[15] World Nutrition May 2012, 3, 6, 269-284
- Drabo J, Sidibé A, Halimi S, Besançon S. Une approche multipartenaire du développement de l'excellence dans la formation à la gestion du diabète dans quatre pays africains.[16] Diabetes Voice, Volume 56, Junho 2011
- Debussche X, Balcou-Debussche M, Besançon S, Sidibé AT.Challenges to diabetes self-management in developing countries.[17] Volume 54, Special Issue World diabetes congress, Outubro 2009
- Besancon S, Sidibé AT, Nientao I. Décentralisation des soins du diabète au Mali, Un exemple de travail en réseau.[18] Développement et Santé, Julho 2009
- Besancon S, Sidibé AT, Nientao I. Adaptation des recommandations pour la prise en charge du diabète en Afrique.[19] Développement et Santé, Julho 2009
- Besancon S, Sidibé AT, Nientao I. Le diabète au Mali : aspects diététiques.[20] Développement et Santé, Julho 2009
- Besancon S, Sidibé AT, Nientao I, Sow DS. Comment a été développé le programme de prévention et de prise en charge spécifique du pied diabétique au Mali ?.[21] Développement et Santé, Julho 2009
- Beran D, Besançon S, Sidibé AT. Le diabète un nouvel enjeu de santé publique pour les pays en voie de développement : l’exemple du Mali.[22] Médecine des maladies Métaboliques, Março 2007
- Besançon S. L’Association Malienne de Lutte contre le Diabète.[23] Diabetes voice, Volume 51 Numéro 3, Setembro 2006
- Beran D, Besançon S. Report of the International Insulin Foundation on the assessment protocol for insulin access in Mali,[24] Dézembro 2004

### Conferências
- Simposium International de Libreville sobre a Diabetes (2014). Besançon S. “Apport des pairs éducateurs dans l’éducation thérapeutique des patients diabétiques au Mali”.[25] Libreville, Gabon, 6 e 7 de Junho de 2014
- Médecins Sans Frontière (MSF) International Diabetes Workshop (2014). Besançon S. “Management of diabetes in emergency contexts: a case study from Mali”. Genebra, Suíça , 3 e 4 de Junho de 2014
- Médecins Sans Frontière (MSF) International Diabetes Workshop (2014). Besançon S. “Advocacy and International network on diabetes management in Africa”. Genebra, Suíça , 3 e 4 de Junho juin 2014
- 2nd African Diabetes Summit (2014). Besançon S., "Diabetes in war and conflicts" et "Emergencies and catastrophes"[26] Yaounde Camarões, 25 a 28 de Fevereiro de, 2014
- World Diabetes Congress (2013). Besançon S. "Peer educators structured educationnal intervention in type 2 diabetes - a randomised controlled trial in Mali".[27] Melbourne Austrália, 2 a 6 de Dezembro 2013
- Simposium International de Libreville sobre a Diabetes (2013). Besançon S. Accès au traitement pour le diabète: problématique médico-économique et logistique. Libreville, Gabon, 7 e 8 de Junho de 2013
- Congress of the french speaking society of diabetes (2013). Besançon S. Diabetes Africa : the end of a paradox. Montpellier international congress center. Montpellier, França, 28 de Março 2013
- Regional Forum on NCDs : "Integrated and evidence-informed approaches to tackling NCDs in the West African Sub-Region". Besançon S. Development of prevention and management of diabetes in Mali. West African Health Organization (WAHO). Ouagadougou, Burkina Faso, 20-21 Novembro de 2012,
- The African Diabetes Congress (1st Scientific Sessions). Besançon S. Role of nutrition in the prevention and management of diabetes : research and programs developed in Mali. Arusha International Congress Center. Arusha, Tanzania, 25 – 28 de Julho de, 2012.
- Simposium International de Libreville sobre a Diabetes em África. Besançon S. Méthodologie développée pour décentraliser les soins pour le diabète au Mali. Libreville, Gabon, 1 e 2 de Junho de 2012
- Geneva Health Forum 2012. Besançon. S. State-NGO Partnership to Improve the Prevention and Management of Diabetes in Mali? ? Genebra, Suiça. 18 a 20 de Abril de 2012.
- Expert Meeting on Indigenous Peoples, Diabetes and Development. Besançon S. Diabetes Education & Nutrition in Mali, Improving Care Amongst the Tuareg Population. Copenhaga, Dinamarca, 1 e 2 de Março de 2012
- Therapeutic Patient Education: Issues and Perspectives. Besançon S. Developing the therapeutic education with limited resources: what Challenges ? The example of Mali. La Reunion, França, 24 de Fevereiro de 2012
- Sommet Africain Francophone du Diabète (SAFDIA). Besançon S. Sidibe AT. Décentralisation des soins pour le diabète, l’exemple du Mali. Brazzaville, Congo, 27 a 29 de Outubro de 2011
- Sustainability Leadership Programme – Cambridges university. Besançon S. Access to health and especially to drugs for diabetic patients, what perspective for the NGO Santé Diabète ? Copenhaga, Dinamarca, 28 a 30 de Setembro de 2011
- Séminaires du centre collaborateur OMS sur la transition nutritionnelle et le développement (TRANSNUT). Besançon S.  Développement : des actions de recherches pour soutenir les activités de terrain et celles de plaidoyer. Centre TRANSNUT. Département de nutrition, Faculté de médecine Université de Montréal - 18 de Maio de 2011
- WHO African Region Ministerial Consultation on Non communicable Diseases. Besançon S., Collaboration State - NGO to improve prevention and management of diabetes in Mali. Brazzaville, Congo, 4 a 6 de Abril de 2011
- Diabetes Leadership Forum Africa 2010. Besançon. S, Traore. N. M. Leveraging multi-stakeholder engagement in diabetes care. Johannesburg (África do Sul), 30 de Setembro a 1 de Outubro de octobre 2010
- Social and Economic Impact of Diabetes International Expert Summit. Besançon. S. Panel expert: Economic impact of diabetes in Africa. Pequim (China), 13 e 14 de Novembro de 2010.
- World Diabetes Congress. Nientao. I. Besançon. S. IDF Study on the Economic and Social Impact of Diabetes in Mali. Montréal (Canadá). Outubro de 2009
- African Diabetes Congress. Besançon. S. Sidibe.A. Nientao. I. Nutritional management of diabetes in Africa a new hope. Nairobie (Quénia), 2007
- World Diabetes Congress. Besançon. S. Sidibe.A. T. Nientao. I. Nutritional management of diabetes in Africa the example of Mali. Cidade do Cabo, (África do Sul),  2006
- Symposium International sur le diabète. Besançon.S. How was the program developped « Towards an improved coverage of Diabetes Mellitus in Mali ». Manila, Filipinas. Abril de 2006